# Theodor Stein (Musiker)

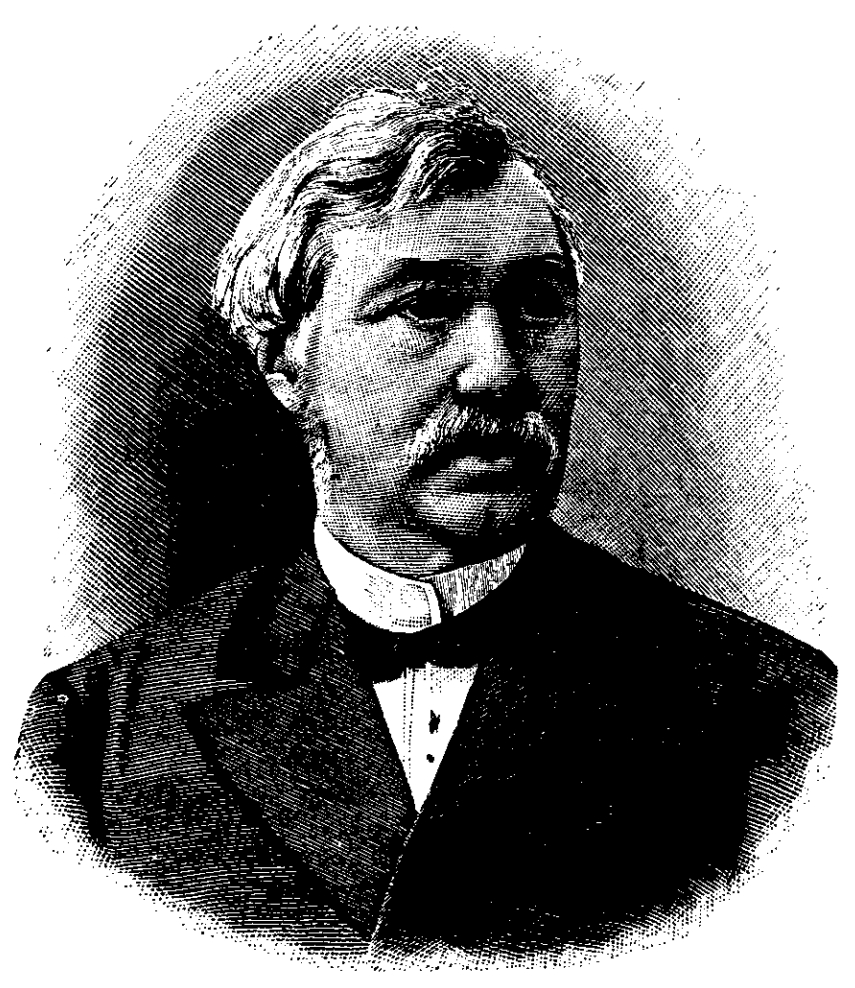
Theodor Stein (1893)

Theodor Stein ( Фёдор [Фёдорович] Штайн; * 19. März 1819 in Altona; † 12.jul. / 24. Februar 1893greg. in Sankt Petersburg) war ein russischer Pianist und Musikpädagoge deutscher Herkunft.

## Leben und Wirken
Theodor Stein entstammte einer Musikerfamilie. Er trat bereits im Alter von acht Jahren in deutschen Großstädten auf und wurde als Solist und Improvisator bekannt. 1828 veröffentlichte er eine Sammlung von sechs Klavierstücken Sechs Lieder für Kinder. An der Sing-Akademie zu Berlin war Carl Friedrich Zelter sein Lehrer, in Weimar studierte er Kontrapunkt bei Johann Nepomuk Hummel, in Leipzig Klavier bei Ignaz Moscheles, und in Kopenhagen war er Schüler des Organisten und Komponisten Christoph Ernst Friedrich Weyse. Robert Schumann besprach 1834 in seiner Neuen Zeitschrift für Musik eines seiner Konzerte.
1835 gab Stein erstmals Konzerte in Russland. Im gleichen Jahr ließ er sich in Reval nieder, gründete dort eine Musikgesellschaft und unterrichtete eigene Klavierklassen. Von 1846 bis 1847 lebte er in Stockholm und organisierte dort Abonnementskonzerte. Eine Konzertreise führte ihn 1855 u. a. nach Hamburg und Paris. 1871–1872 lebte und konzertierte er in Helsingfors.
Ab 1872 unterrichtete Stein Klavier am Sankt Petersburger Konservatorium, ab 1879 als Professor Zweiten, ab 1886 als Professor Ersten Grades. Er gründete eine eigene Musikschule und leitete von 1885 bis 1890 den Bereich Musikpädagogik am Smolny-Institut. Daneben trat er weiter als Klaviervirtuose in Sinfonie- und Kammerkonzerten auf. 1880 erhielt Stein die russische Staatsbürgerschaft. Zu den Auszeichnungen, die er erhielt, zählen der Sankt-Stanislaus-Orden Dritter (1883) und Zweiter Klasse (1891) und der Sankt-Annen-Orden Dritter Klasse (1888).